# 大森勇
大森 勇（おおもり いさむ、1989年2月23日 - ）は、日本のバスケットボール選手である。岡山県瀬戸内市（旧邑久町）出身。ポジションはポイントガード。持ち味はスピード。

## 来歴
小学4年生の時、兄の影響でバスケットボールを始める。岡山県立西大寺高等学校を卒業後、教師になるため大阪教育大学に進学したが、プロバスケットボール選手になる夢を捨てきれず、大学在学中よりプロチームのトライアウトに挑戦。大学卒業後は、大阪実業団リーグの日新シール工業に所属。2012年2月、高松宮記念杯第44回全日本実業団バスケットボール選手権大会に出場している。
2012年6月、日本プロバスケットボールリーグ（bjリーグ）・高松ファイブアローズのトライアウトを受験。練習生としてチームに加入し、9月に選手契約を締結した。背番号は1番。岡山県出身者では初めてのbjリーグ選手である。2012年11月10日の島根スサノオマジック戦（丸亀市民体育館）で公式戦に初出場。高松に2013-14シーズン終了まで在籍した後、2014年7月、東京サンレーヴスに移籍。2014-15シーズンはレギュラーシーズン全52試合に出場。翌シーズンから2シーズン岩手ビッグブルズに所属したのち引退。
2018年、Bリーグ参入を目指して地域リーグに参戦するトライフープ岡山に加入。2019-20シーズンはB3リーグに昇格した岡山と契約。
B3リーグに参入した2019-20シーズンをもって引退し、2020-21シーズンからは岡山のアシスタントコーチを務めている。

## 記録
| シーズン         | チーム | GP | GS | MPG  | FG%  | 3P%  | FT%  | RPG | APG | SPG | BPG | TO  | PPG |
| ---------------- | ------ | -- | -- | ---- | ---- | ---- | ---- | --- | --- | --- | --- | --- | --- |
| bjリーグ 2012-13 | 高松   | 9  |    | 3.0  | .308 | .286 | .500 | 0.3 | 0.1 | 0.3 | 0   | 0.1 | 1.3 |
| bjリーグ 2013-14 | 高松   | 14 |    | 4.2  | .235 | .100 | .667 | 0.4 | 0.3 | 0.1 | 0   | 0.6 | 0.9 |
| bjリーグ 2014-15 | 東京   | 52 |    | 21.3 | .337 | .305 | .696 | 1.9 | 2.0 | 0.7 | 0.1 | 1.7 | 5.8 |
| bjリーグ 2015-16 | 岩手   |    |    |      |      |      |      |     |     |     |     |     |     |
| B2 2016-17       | 岩手   |    |    |      |      |      |      |     |     |     |     |     |     |
| B3 2019-20       | 岡山   |    |    |      |      |      |      |     |     |     |     |     |     |